# Ariolimax columbianus
Limace-banane du Pacifique
Espèce
Ariolimax columbianus est une espèce de mollusques gastéropodes de la famille des Arionidae. Répandue sur la côte Pacifique de l'Amérique du Nord, cette limace se nourrit principalement de champignons, dont ceux poussant sur les séquoias.
Les noms vernaculaires en français sont « Limace-banane du Pacifique » et « Ariolimax de Colombie Britannique ».
Le nom de « limace-banane » donné au genre Ariolimax fait allusion à leur coloration jaune ; cependant au niveau régional il existe aussi des variétés brunes ou vertes.
Comme tous les Pulmonata terrestres, cette espèce est hermaphrodite.
Ariolimax columbianus est l'espèce la plus répandue du genre. C'est, avec une longueur qui peut atteindre 25 cm, la plus grande limace terrestre en Amérique du Nord et après la limace noirâtre européenne (Limax cinereoniger) la deuxième en taille du monde. La limace banane ayant un sexe très large, il arrive que l'un des partenaires doive manger son pénis pour se séparer après l'accouplement.